# Aluniș (okręg Gorj)
Aluniș – wieś w Rumunii, w okręgu Gorj, w gminie Căpreni. W 2011 roku liczyła 108 mieszkańców.